# Asterropteryx ovata
Asterropteryx ovata és una espècie de peix de la família dels gòbids i de l'ordre dels perciformes.

## Morfologia
- Els mascles poden assolir 2,7 cm de longitud total.[4]

## Hàbitat
És un peix marí, de clima tropical i demersal que viu entre 15-40 m de fondària.

## Distribució geogràfica
Es troba al Pacífic occidental: Sulawesi (Indonèsia), Ponape (les Illes Carolines) i diverses àrees de les aigües territorials japoneses.

## Observacions
És inofensiu per als humans.